# Unter den Sternen von Capri
Unter den Sternen von Capri ist eine deutsche Liebes- und Musikkomödie aus dem Jahre 1953 von Otto Linnekogel, dessen einziger Nachkriegsfilm dies war, mit Hanna Rucker und Helmut Schneider in den Hauptrollen.

## Handlung
In Neapel bzw. unter den Sternen von Capri, dort beginnt die Reise mit der Hamburger Jacht „Melusine“, die fünf junge Frauen unter väterlicher Anleitung des altgedienten Kapitäns Hagedorn antreten sollen. Vorausgegangen war eine Jubiläumsfeier eines deutschen Segelclubs, bei der die Segelfertigkeit von Frauen im Vergleich zu der von Männern zur Diskussion stand und infrage gestellt wurden. Die jungen Damen Christa, Nina, Uschi, Waltraut und ein fünftes Mädchen wollen unter Beweis stellen, dass sie sehr wohl auf einem großen Segeltörn eine Jacht heil und unfallfrei heimführen können. Käpt‘n Hagedorn soll ein waches Augen auf die weibliche Crew werfen und lediglich im Notfall eingreifen. 
Die fünfte junge Frau entpuppt sich schließlich als ein Mann, der den Damen an Bord, vor allem Christa, rasch den Kopf verdreht. Der Typ heißt Vincenz Rainalter und tritt berufsbedingt die Reise für seine ausgefallene Reporterschwester an. Bald kommt es auf der Fahrt durchs westliche Mittelmeer und entlang der europäischen Atlantikküste zu erotischem Flimmern und kleinen Hakeleien zwischen den beiden Liebenden. Passiert werden die Reisestationen Ischia, Korsika, La Coruña und Borkum, ehe man in deutsche Gewässer einfährt. Am Ende haben die Frauen bewiesen, dass Gleichberechtigung keine leere Phrase sein muss, und darüber hinaus haben sich zwei Paare gefunden.

## Produktionsnotizen
Unter den Sternen von Capri entstand mit Innenaufnahmen im Filmatelier Göttingen und im Sommer 1953 mit zahlreichen Außendrehs (Neapel, Capri, Ischia, Korsika, La Coruña, Hamburg-Bergedorf, Waltershof und auf Borkum). Am 26. November 1953 wurde der Film in den Stuttgarter Schwaben-Lichtspielen uraufgeführt, die Berliner Premiere war am 28. Mai 1954.
Hanns Mauersberg übernahm die Herstellungsleitung, Peter Wehrand die Produktionsleitung. Die Filmbauten gestalteten Walter Haag und Hans Kutzner.
Es singt Rudi Schuricke. Der vielbeschäftigte österreichische Filmschauspieler Siegfried Breuer gab hier seine Abschiedsvorstellung im Film; er starb wenige Monate darauf.

## Kritik
Im Lexikon des Internationalen Films heißt es: „Leichtgewichtige Unterhaltung um die – angebliche – Gleichberechtigung der Frau, oberflächlich und seicht wie die eingestreuten Schlager von Rudi Schuricke.“